# Mũ đen (bảo mật máy tính)
Hacker mũ đen (black hat hacker hoặc blackhat) hay tin tặc là một hacker máy tính vi phạm pháp luật hoặc các tiêu chuẩn đạo đức thông thường vì những mục đích xấu xa, chẳng hạn như tội phạm mạng, chiến tranh mạng hoặc ác ý.
Thuật ngữ này có nguồn gốc từ những bộ phim miền Tây thập niên 1950, khi những kẻ xấu thường đội mũ đen và những kẻ tốt thường đội mũ trắng. Hacker mũ đen được đối lập với hacker mũ trắng. Ngoài ra, còn có một loại thứ ba được gọi là hacker mũ xám, một người hack với ý định tốt nhưng đôi khi không có sự cho phép.